# ECN-H101
ECN-H101(イーシーエヌ えいちいちまるいち)は、日立製作所とカシオ日立モバイルコミュニケーションズ（現・NECカシオ モバイルコミュニケーションズ）によって開発され、日立コンシューマエレクトロニクスにより発売された、ECナビケータイのCDMA 1X WIN対応音声用端末である。製造型番はHIY01（えいちあいわい ぜろいち）。

## 概要
au向けのMobile Hi-Vision CAM Wooo（HIY01）をベースにECナビケータイ向けにカスタマイズされたモデルで、同オペレータとしては4号機。サイトオープン時に発表された3機種に遅れる形で、開業直前にリリースが発表され、既に発表された3機種と共に、サービスインと同時リリースされることになった。

## 歴史
- 2009年8月3日 - 発売